# Sandman – Präludien und Notturni
Präludien und Notturni (Originaltitel Preludes and Nocturnes) ist die erste Graphic-Novel-Sammlung der Comic-Serie Sandman von Neil Gaiman, veröffentlicht bei DC Comics. Sie beinhaltet die Hefte 1 bis 8.
Illustriert wurden die Episoden von Sam Kieth, Mike Dringenberg und Malcolm Jones III, das Lettering besorgte Todd Klein. Die Sammlung wurde zuerst 1991 als Paperback und 1995 als Hardcover veröffentlicht.
Gaiman sagt im Vorwort des Sammelbandes, dass Präludien und Notturni weniger Reife besitze als die späteren Folgen der Serie. Er habe erst mit dem Epilog des Bandes, Das Rauschen ihrer Flügel, seine eigene Sprache im Medium Comic gefunden. 
Sandman wurde ursprünglich von Gaiman, Kieth und Dringenberg erschaffen, allerdings verließ Kieth die Serie mit der Ausgabe 5, weil er sich vorkam „wie Jimi Hendrix bei den Beatles“.
Der Titel bezieht sich auf zwei Formen von Musikstücken, das Präludium und die Nocturne. Erstere weist darauf hin, dass diese erste Sammlung eine Exposition darstellt, letztere stellt die Verbindung zur Nacht und damit zu Träumen her.

## Handlung

### Der Schlaf der Gerechten (Sleep of the Just)
1916 wird Dream, einer der sieben Ewigen, vom Magier Roderick Burgess (der an Aleister Crowley angelehnt ist) gefangen genommen und in einer Glaskugel festgehalten, die von einem Bannkreis umgeben ist. Burgess hatte eigentlich versucht, Death zu fangen, um für sich ewiges Leben zu erpressen. Dream weigert sich, auf Burgess’ Erpressungsversuche einzugehen, und bleibt in dem magisch geschützten Glasbehälter, bis Burgess stirbt und sein Sohn Alexander den Gefangenen übernimmt. 1988, als Alexanders Wachen unaufmerksam geworden und dieser selbst bereits ein alter Mann ist, gelingt Dream schließlich die Flucht. Er verflucht Alex zu ewigem, schnell aufeinanderfolgendem Erwachen aus einer endlosen Serie von Albträumen, wobei jedes Erwachen ihn in den nächsten Horrortraum wirft.

### Gastgeber mit kleinen Fehlern (Imperfect Hosts)
Dream muss in seinem Reich, dem Träumen, feststellen, dass während seiner Abwesenheit fast alles verfallen ist. Um es wiederherzustellen, benötigt er die drei Insignien seiner Macht: ein Säckchen mit Traumsand, einen Helm und einen Rubin. Diese waren von Burgess gestohlen worden und sind mittlerweile über die Welt verstreut. Die Drei, drei Frauen, die eins sind und mal Moiren, mal Erinnyen darstellen, geben ihm Hinweise auf den Verbleib der Insignien.

### Träum einen Traum von mir (Dream a Little Dream of Me)
Das Säckchen Traumsand landete bei Rachel, einer ehemaligen Freundin von John Constantine. Sie ist vom Sand abhängig geworden, sodass Dream sie friedlich sterben lässt. Zum Dank für seine Hilfe nimmt Dream Constantine die Albträume, die ihn seit zehn Jahren begleiten.

### Hoffnung in der Hölle (A Hope in Hell)
Nachdem er den Traumsand zurückgewonnen hat, macht sich Dream auf den Weg in die Hölle, da er erfahren hat, dass ein Dämon den Helm an sich gebracht hat. Er erhält den Helm durch einen Wettstreit zurück, zieht sich aber den Zorn Luzifers zu, der schwört, Dream eines Tages zu töten.

### Passagiere (Passengers)
Dream versucht den Rubin von der Gerechtigkeitsliga zurückzuholen, den diese in einem Lagerhaus eingelagert hat. John Dee, der mit dem englischen Mathematiker und Mystiker gleichen Namens ebenfalls einschlägig assoziiert werden kann, in der Serie aber primär als Doctor Destiny bekannt ist, ist in der Zwischenzeit aus seiner Zelle im Arkham Asylum, einer Anstalt für Geisteskranke, ausgebrochen, um sich ebenfalls den Rubin zu holen, den er während Dreams Gefangenschaft in seinem Besitz gehabt und verändert hat, sodass nur noch er ihn verwenden kann. So kann er im Lagerhaus Dream überwältigen und den Stein an sich nehmen.

### 24 Stunden (24 Hours)
In einem Diner missbraucht Dee den Rubin, um weltweit die Träume der Menschen zu manipulieren. Die zufällig anwesenden Gäste des Diners treibt er zu seiner Unterhaltung zu Verstümmelungen, Mord und Selbstmord. Als schließlich Dream erscheint, lebt nur noch Dee.

### Schall und Wahn (Sound and Fury)
Es kommt zum Zweikampf zwischen Dream und Dee im Träumen. Dee zerstört den Rubin in der Hoffnung, damit auch Dream zu zerstören, tatsächlich befreit er aber damit einen Teil von Dream selbst, den dieser in den Rubin eingearbeitet hatte. Dream ist nun wieder so machtvoll, wie er es früher war. Er bestraft Dee, indem er ihn wieder in seiner Zelle im Arkham Asylum aufwachen lässt. Der Titel ist ein Zitat aus William Shakespeares Macbeth: „Leben … ist nichts als mehr eine Fabel, erzählt von einem Idioten, voll mit Schall und Wahn, die nichts bedeutet.“

### Das Rauschen ihrer Flügel (The Sound of Her Wings)
Nachdem er seine Insignien wiedererlangt hat, fühlt sich Dream leer. Seine ältere Schwester Death lädt ihn ein, mit ihr zusammen zu den Sterbenden zu gehen. Dream erinnert sich dabei seiner eigenen Verpflichtungen, denen er wieder nachkommen will.